# Canal de Boucanbrou
Le canal de Boucanbrou ou Boucambrou est une voie d'eau canalisée de l'ancien bras de la rivière Blanche qui se dirigeait vers la mer et le golfe de la Gonâve. 

## Géographie
Le canal de Boucanbrou relie l'étang Saumâtre à la mer des Caraïbes. D'une longueur d'environ 25 kilomètres de long, il est composé de deux tronçons : le premier de 6 kilomètres relie l'étang Saumâtre au lac du Trou Caïman, tandis que le second de 19 kilomètres relie le lac de Trou Caïman au golfe de la Gonâve au nord de l'agglomération de Port-au-Prince. Les trois derniers kilomètres s'écoulant dans une plaine marécageuse.
Autrefois, la rivière Blanche, qui prend ses sources au pic la Selle dans  le massif montagneux de la Chaîne de la Selle, s'écoulait jusqu'à la Plaine du Cul-de-Sac, puis vers les lacs Saumâtre et Trou Caïman. La rivière Blanche changeait alors de nom pour être dénommée la rivière du Boucan Brou.
En 1743, les premières études et le début de l'irrigation et canalisation de la rivière Blanche commencent.  Depuis le XVIIIe siècle, ses bras sont canalisés sous l'appellation de « canal de Boucanbrou » (ou « Boucambrou »).
Lors de la saison des pluies, la rivière Blanche déborde de son lit, notamment parce que le canal de Boucanbrou n'est pas cureté et dégagé de cette vase qui réduit le courant d'eau. Elle inonde en partie la plaine du Cul-de-Sac à l'Est de l'agglomération de Port-au-Prince.